# Tomba Massimo Pallottino
La tomba Massimo Pallottino è una tomba etrusca ubicata nella necropoli dei Monterozzi, a Tarquinia.

## Storia
Realizzata nel V secolo a.C., probabilmente nel periodo compreso tra il 420 e il 400 a.C., fu ritrovata nel 1962 già violata.

## Descrizione
Originariamente identificata con il numero 3713, fu successivamente dedicata all'etruscologo Massimo Pallottino. Alla tomba, posta nella zona della necropoli denominata Calvario, si accede tramite un dromos a gradini: interamente scavata nella rocca, la camera funeraria è a pianta rettangolare e priva di banchine; il soffitto è a doppio spiovente e decorato a fasce rosse a imitare travi in legno.
Alle pareti è presente un ciclo di affreschi, in cui domina il colore rosso, che raffigura uomini e donne intenti a danzare in onore del defunto, su un fondo bianco con riproduzioni di alberi; sulla parete di fondo, a sinistra, è un suonare di cetra. Le donne sono vestite con abiti leggeri e trasparenti, coperte da un mantello, mentre gli uomini con mantelli dai bordi ricamati.